# Dunham Jackson
Dunham Jackson (Bridgewater, 24 de julho de 1888 — 6 de novembro de 1946) foi um matemático estadunidense.
Trabalhou com teoria da aproximação, notavelmente com polinômios trigonométricos e polinômios ortogonais. É conhecido pela desigualdade de Jackson. Foi laureado com o Prêmio Chauvenet em 1935. Seu livro Fourier Series and Orthogonal Polynomials (publicado em 1941) foi reimpresso em 2004.